# Dr. Franken II
Dr. Franken II è un videogioco a piattaforme e sparatutto pubblicato nel 1993 per Game Boy dalla Elite Systems. Il protagonista è una parodia del mostro di Frankenstein.
È il seguito di Dr. Franken e ha un funzionamento molto simile al predecessore, ma è ambientato in una varietà di luoghi anche fuori dal maniero ed è dotato di scorrimento anche in verticale.